# Козацьке (Подільський район)
Коза́цьке (вимоваⓘ) — село у складі Балтської міської громади у Подільському районі, Одеська область. На сході межує з селом Коритне, на півдні з містом Балта.

## Історія
За адміністративним поділом 16 сторіччя — Брацлавський повіт, 19 сторіччя — Балтський повіт, 20 сторіччя — Балтський район.
7 (20) листопада 1917 року, відповідно до Третього Універсалу Української Центральної Ради, увійшло до складу Української Народної Республіки.
Під час організованого радянською владою Голодомору 1932—1933 років померло щонайменше 44 жителі села.
12 червня 2020 року, відповідно до Розпорядження Кабінету Міністрів України від № 724-р «Про визначення адміністративних центрів та затвердження територій територіальних громад Одеської області», увійшло до складу Балтської міської територіальної громади.
19 липня 2020 року, в результаті адміністративно-територіальної реформи і ліквідації Балтського району, село увійшло до складу новоутвореного Подільського району.

## Населення
Згідно з переписом 1989 року населення села становило 772 особи, з яких 306 чоловіків та 466 жінок.
За переписом населення 2001 року в селі мешкало 635 осіб.

### Мова
Розподіл населення за рідною мовою за даними перепису 2001 року:
| Мова       | Відсоток |
| ---------- | -------- |
| українська | 96,38 %  |
| румунська  | 1,89 %   |
| російська  | 1,73 %   |

## Відомі люди
- Тарнавський Володимир Петрович (6 квітня 1960 — 2004) — підполковник міліції, начальник відділення з експертно-криміналістичного забезпечення Роздільнянського РВ НДЕКЦ при УМВС в Одеській області. Служив в Афганістані, учасник ліквідації наслідків вибуху на Чорнобильській АЕС. Було вбито в Роздільнянському міському парку групою підлітків, після того як зробив їм зауваження щодо нецензурної лайки. Залишились син, дружина, батько. Указом Президента України нагороджено орденом «За мужність» (посмертно).